# Serri, Sardinien
Serri är en kommun i provinsen Sydsardinien, Sardinien i Italien. Kommunen hade 644 invånare (2017). Serri gränsar till kommunerna Escolca, Gergei, Isili, Mandas och Nurri. Serri ligger cirka 50 km norr om Cagliari.